# Théâtre Auditorium de Poitiers
Le Théâtre Auditorium de Poitiers, appelé TAP, est une salle de spectacle labellisée Scène nationale.

## Présentation
Inaugurée en septembre 2008 à Poitiers, elle est l’œuvre de l'architecte portugais João Luís Carrilho da Graça.
Il succède dans la ville à l'ancien théâtre, situé sur la place du Maréchal-Leclerc et datant de 1954.